# 아이서그램
아이서그램(isogram 또는 무반복어)은 문자의 반복없이 구성된 단어나 문구를 가리키는 로골로지 용어이다.
드미트리 보그먼의 저서 Language on Vacation: An Olio of Orthographical Oddities에서 가장 긴 아이서그램 단어 찾기를 시도했다.
그가 찾은 가장 긴 단어는 "dermatoglyphics"로 15자이다. 그는 이보다 더 긴 가상의 신조어도 만들어내기도 했는데 예를 들면 "엄지손가락을 나사로 조이는 고문도구를 조롱하는 듯한"이란 의미로 정의된  "thumbscrew-japingly"(18자)란 단어와 함께 "궁극의 어휘 창조력"으로 "pubvexingfjord-schmaltzy"(23자)란 단어도 만들었는데 이것은 "웅장한 피오르드의 광경을 보고 영국식 여관에 묵은 손님들을 짜증나게 만들 정도로 일부 사람들이 불러일으키는 극도의 감상주의에 젖은 듯한"이란 뜻이다.
A. 로스 에클러 주니어(A. Ross Eckler, Jr.)가 쓴 Making the Alphabet Dance라는 책에서는 "subdermatoglyphic"(17자)란 단어가 로웰 골드스미스의 기사 Chaos: To See a World in a Grain of Sand and a Heaven in a Wild Flower에서 발견된다고 보고했다.
그는 또한 일리노이주 앨튼에 사는 "Melvin Schwarzkopf" (17자)란 어느 남자의 이름과 "Emily Jung Schwartzkopf" (21자)의 이름을 제시했다. 에클러는 심지어 팬그램으로 말하고 싶어하는 주체할 수 없는 욕구를 가리켜 "Hjelmqvist-Pfund-Zock-Wax-Gryb 증후군"(이 단어는 26개 알파벳 문자를 전부 써서 만든 아이서그램인 동시에 팬그램이기도 하다)이라고 명명한 어느 과학자 그룹에 대한 상세한 이야기를 지어내기도 했다.

## 그 밖의 영어 아이서그램 단어 목록
- 15 자
  - Misconjugatedly
  - Uncopyrightable

- 14 자
  - Ambidextrously
  - Undiscoverably

- 13 자
  - Consumptively
  - Documentarily
  - Metalworkings
  - Subordinately
  - Unpredictably
  - Unproblematic
  - Unsympathized

- 12 자
  - Adsorptively
  - Ambidextrous
  - Bankruptcies
  - Configurated
  - Considerably
  - Demonstrably
  - Exclusionary
  - Exculpations
  - Exhaustingly
  - Flowcharting
  - Housewarming
  - Hypnotizable
  - Lexicography
  - Malnourished
  - Overhaulings
  - Packinghouse
  - Questionably
  - Thunderclaps
  - Unforgivable
  - Unprofitably
  - Upholstering

- 11 자
  - Abolishment
  - Atmospheric
  - Backgrounds
  - Campgrounds
  - Complainers
  - Countryside
  - Dangerously
  - Disgraceful
  - Disturbance
  - Documentary
  - Filmography
  - Fluoridates
  - Lumberjacks
  - Misanthropy
  - Nefariously
  - Palindromes
  - Personality
  - Playgrounds
  - Playwrights
  - Precautions
  - Predictably
  - Republicans
  - Speculation
  - Stenography
  - Switzerland
  - Undesirably
  - Vouchsafing
  - Workmanship

- 10 자
  - Aftershock
  - Artichokes
  - Authorizes
  - Bankruptcy
  - Binoculars
  - Blacksmith
  - Boyfriends
  - Campground
  - Clothespin
  - Complaints
  - Conjugated
  - Despicably
  - Destroying
  - Downstream
  - Farsighted
  - Graciously
  - Hospitable
  - Infamously
  - Introduces
  - Judgmental
  - Lawrencium
  - Lumberjack
  - Mistakenly
  - Monarchist
  - Noticeably
  - Quadriceps
  - Shockingly
  - Slumbering
  - Supermagic
  - Trapezoids
  - Volkswagen
  - Waveringly

## 한국어 아이서그램
표준국어대사전과  기타 한국어 사전에 수록된 표제어 중에서 그 길이가 긴 아이서그램 목록의 일부는 다음과 같다.
- 7 자
  - 가루꽃매화지의 (가루꽃梅花地衣)(문화어)
  - 십육회전레코드  : 1 분에 16 2/3 회전을 하는 음반
  - 대표자련석회의 (代表者連席會議)(문화어)
- 6 자
  - 갈퀴매화지의
  - 고대페르샤어
  - 고루매화지의
  - 고리무늬바퀴
  - 고분자휘스커
  - 고주파케이블
  - 기동전류배수
  - 길드사회주의
  - 꺼무스레하니
  - 대함거포주의
  - 두꺼비하늘소
  - 둘째큰아버지
  - 둥근털제비꽃
  - 뚫어지게보다
  - 레이다초계선
  - 레이다초계함
  - 마비성패류독
  - 마이스너효과
  - 메어쳐누르기
  - 메추라기도요
  - 무과립세포증
  - 무선항로표지
  - 무효전력보상
  - 바른세모기둥
  - 반도체정류기
  - 배기트라우저
  - 버들개회나무
  - 버들까치수염
  - 버들쥐똥나무
  - 부흐너깔때기
  - 뽐프비회전수
  - 사대교린주의
  - 사령지휘체계
  - 사모예드겨레
  - 산화제이크롬
  - 새그무레하니
  - 새크무레하니
  - 샌드위치구조
  - 샌타페이철도
  - 생떼거리쓰다
  - 설포나미드제
  - 세대뛰여넘기
  - 세째큰아버지
  - 소나무애기벌
  - 소비에트문학
  - 술폰아미드제
  - 슈프레히코어
  - 아데노비루스
  - 어깨흰풀모기
  - 어쿠레기쓰다
  - 염화코발트지
  - 오베르뉴대지
  - 유기물반도체
  - 이노케라무스
  - 제이커브효과
  - 지도첨의부사
  - 최장부도거리
  - 치머발트회의
  - 케오피스벼룩
  - 털꽃개화나무
  - 패러데이효과
  - 피부효모균증
  - 피아노콰르텟
  - 하늘소붙이과
  - 하부지도체계
  - 해저유도기뢰
  - 혀가운데소리
  - 화태쇠종다리

## 같이 보기
- 로골로지
- 애너그램
- 회문
- 리포그램
- 팬그램
- 근접어
- 낱말 놀이